# Tiquadra galactura
Tiquadra galactura är en fjärilsart som beskrevs av Edward Meyrick 1931. Tiquadra galactura ingår i släktet Tiquadra och familjen äkta malar. Inga underarter finns listade i Catalogue of Life.